# ヴェレシュ・シャーンドル
ヴェレシュ・シャーンドル（Veress Sándor [ˈvereʃˈʃɑ̈ːndor], 1907年2月1日 - 1992年3月4日）は、ハンガリー出身で、スイスに亡命した作曲家、民族音楽学者。

## 略歴
- ハンガリー王国コロジュヴァール（現ルーマニア領クルジュ＝ナポカ）生まれ。
- 1923年からブダペストのフランツ・リスト音楽院でピアノをバルトークに、作曲をコダーイに師事。
- 1929年よりブダペスト民俗学博物館でライタ・ラースローの助手となり、1930年からモルドヴァ地方のハンガリー人の一派であるチャーンゴー人の音楽を採集。
- 1931年、弦楽四重奏曲第1番を発表し、作曲家として活動を始める。
- 1937年よりブダペストの民族音楽研究所でバルトークの助手を務める。
- 1940年、ハンガリーが日本政府から「皇紀2600年祝典音楽」の依頼を受けコンクールを開催。交響曲第1番を作曲。一等を受賞し日本へ楽譜が送られる。
- 1943年からリスト・フェレンツ音楽大学で作曲科教授。リゲティ、クルターグらを教える。
- 1949年、ハンガリー当局による現代音楽作曲家への弾圧を避けスイスに亡命。
- 1950年、ベルン音楽院において作曲、音楽理論を教える。ヴェレシュが育てたスイスの作曲家には、ハインツ・ホリガー（オーボエ奏者として著名）、ハインツ・マルティ、ローランド・モーザー、ウルス＝ペーター・シュナイダー、ユルグ・ヴィッテンバッハなどが挙げられる。
- 1974年、スイス作曲家協会に迎えられる。
- 1991年、スイス国籍を取得。
- 1992年、ベルンにて没。

## 代表的作品
スイスに亡命したことで、ハンガリー社会主義政権によって演奏が禁じられ、半ば忘れられていたが、近年、教え子のハインツ・ホリガーやハンガリーのピアニスト、シフ・アンドラーシュらがヴェレシュ作品を取り上げ、バルトーク・ベーラと、リゲティ・ジェルジュやクルターグ・ジェルジュらをつなぐ重要な存在として再評価されるようになった。現代的手法とハンガリーの音楽的伝統を結合させ、洗練された旋律と清澄な表現が特徴的。教育者としても知られる。

### 管弦楽作品
- 室内オーケストラのためのバレエ組曲『魔法の笛』（1937年）
- 『ムジカ・ウンガレスカ』（1938年）
- 交響曲第1番（1940年） - 「皇紀2600年記念式典」のため日本政府から委嘱。
- 弦楽合奏のための『トランシルヴァニアの四つの踊り』（1944年、1949年）
- 『ベラ・バルトークの思い出に捧げる哀歌』（1945年）
- 『レス・プブリカ序曲』（1948年）
- 管弦楽のためのソナタ（1953年）
- 交響曲第2番『ミネアポリターナ』（1953年）
- 12の弦楽器のための協奏曲（1966年）
- 室内オーケストラのための『オルビス・トノルム』（1986年）

### 協奏的作品
- ヴァイオリン協奏曲（1939年、1948年）
- 2台のピアノと弦楽合奏のための『パウル・クレーへのオマージュ』（1951年）
- ピアノ、打楽器、弦楽合奏のための協奏曲（1952年）
- オーボエと12の弦楽器のための『パッサカリア・コンチェルタンテ』（1961年） - ハインツ・ホリガーに献呈。
- 弦楽四重奏とオーケストラのための協奏曲（1961年）
- クラリネット、ハープ、チェレスタ、ヴィブラフォン、シロフォン、打楽器と弦楽合奏のための協奏曲（1982年）
- 2本のトロンボーンのための『トロンボニアーデ』（1990年）
- フルートと弦楽合奏のための協奏曲（1991年）

### 室内楽作品
- 弦楽四重奏曲第1番（1931年）
- ヴァイオリンとピアノのためのソナチネ第1番（1932年）
- オーボエ、クラリネット、ファゴットのためのソナチネ（1933年）
- チェロとピアノのためのソナチネ（1933年）
- 弦楽四重奏曲第2番（1937年）
- ヴァイオリンとピアノのためのソナチネ第2番（1939年）
- 弦楽三重奏曲（1954年）
- ピアノ三重奏曲（1963年）
- クラリネット、ヴァイオリン、チェロのための『イントロダクションとコーダ』（1972年）
- ヴィオラとコントラバスのための『メメント』（1983年）
- バリトン、ヴィオラ、チェロのための『バリトン・ソナタ』（1985年）

### 器楽作品
- 無伴奏ヴァイオリンソナタ（1935年）
- 無伴奏チェロソナタ（1967年）

### ピアノ作品
- ソナタ（1929年）
- 子どものためのソナタ第1番、第2番（1932年）
- ソナチネ（1932年）
- 若いピアニストのためのソナチネ（1933年）
- 15の小品（1935年）
- 20の小品（1938年）
- 六つのチャルダッシュ（1938年）
- ハンガリーの七つの踊り（1938年）
- 『ウェールズへのオマージュ 』ウェールズの民俗音楽に基づく三つの小品（1948年）
- 五つの小品（1950年）

### 声楽作品
- 九つの民謡、メゾソプラノとピアノのための編曲（1945年）
- メゾソプラノとピアノのための五つの唄（1945年） - ヨージェフ・アティッラの詩に依る。
- バリトン、ハープ、弦楽合奏のための『エレジー』（1964年） - ヴァルター・フォン・デア・フォーゲルヴァイデの詩に依る。

### 合唱作品
- 女声合唱のためのクリスマス・カンタータ（1934年）
- 14人の男声合唱のためのハンガリーの民謡（1934年）
- 混声合唱のための『トランシルヴァニアのカンタータ』、四つの民謡を編曲（1935年）
- 男声合唱のための『2つの花の歌』（1936年）
- 15の少年合唱曲（1936年）
- 女声合唱のためのクリスマス・チャント
- ソプラノ、合唱、室内オーケストラのための『ラウダーディオ・ムジカ』（1958年） - ヨハン・ヴァレンティン・ラートゲーバーの詩に依る。
- ア・カペラの混声合唱のための『欧州頌歌』（1962年） - Gyula Illyésの詩に依る。
- ア・カペラの混声合唱のための『季節の歌』（1967年） - Christopher Brennanの詩に依る。

### バレエ
- 『魔法の笛』（1937年）